# Глава за брисање
Глава за брисање (енгл. Eraserhead) је амерички надреалистички хорор филм из 1977. године режисера, сценаристе, продуцента и монтажера Дејвида Линча. Линч је такође био задужен за музику и дизајн звука, који је укључивао дела разних других музичара. Снимљен у црно-белом формату, ово је био Линчев први дугометражни рад након неколико кратких филмова. У главним улогама Џек Ненс, Шарлот Стјуарт, Ален Џозеф, Џин Бејтс и Џудит Робертс. Радња прати човека који је препуштен бризи о свом деформисаном детету у пустом индустријском пејзажу.
Филм је произведен уз помоћ Америчког филмског института (АФИ) за време Линчевих студија тамо. Без обзира на то, снимање је трајало неколико година због потешкоћа са финансирањем; донације Џека Фиска и његове супруге Сиси Спејсек спречиле су да се продукција прекине. Филм је снимљен на неколико локација у власништву АФИ-ја у Калифорнији, укључујући вилу Грејстон и неколико напуштених штала у којима је живео Линч. Линч и дизајнер звука Алан Сплет провели су годину дана радећи на звуку филма након што је њихов студио био звучно изолован. Филмски саундтрек садржи музику за оргуље Фетса Волера и укључује песму „In Heaven”, коју је за филм написао и извео Питер Ајверс, а чији је текст написао Линч.
Иако је у почетку привукао слабо интересовање публике, филм је стекао популарност као поноћни филм. Од свог објављивања, добио је позитивне критике и данас се сматра култним филмом. Надреалистички призори и сексуалне алузије филма сматрају се кључним тематским елементима, а замршени звучни дизајн као технички врхунац. Године 2004, Конгресна библиотека је одабрала филм за чување у Националном регистру филмова Сједињених Држава због „културолошког, историјског или естетског значаја”.

## Радња
Човек на планети помера полуге у свом дому у свемиру, док глава Хенрија Спенсера лебди небом. Створење налик сперматозоиду излази из Хенријевих уста, плутајући у празнину.
У индустријском градском пејзажу, Хенри се враћа кући са намирницама. Испред његовог стана га зауставља Лепа комшиница, која га обавештава да га је његова девојка, Мери Икс, позвала на вечеру код својих родитеља. Хенри оставља намирнице у свом стану који је испуњен прљавштином и мртвом вегетацијом. Те ноћи, Хенри посећује Мерин дом, где неспретно разговара са њеном мајком. За столом за вечеру од њега се тражи да исече печено пиле које је „спремио” Мерин отац; пиле се креће и грчи на тањиру и шикља крв када се пресече. После вечере, Хенрија сатера у ћошак Мерина мајка, која покушава да га пољуби. Она му говори да је Мери родила његово дете и да се њих двоје морају венчати. Мери, међутим, није сигурна да ли је оно што је родила дете.
Њих двоје се усељавају у Хенријев једнособан стан и почињу да се брине о детету—повијеном завежљају са нељудским, змијским лицем, које подсећа на сперматозоиде који су раније приказани. Дете одбија сваку храну, плачући непрестано и неподношљиво. Бука доводи Мери до хистерије и она оставља Хенрија и дете. Хенри покушава да се брине о детету и сазнаје да оно тешко дише и да има болне ране.
Хенри почиње да доживљава визије, поново види Човека на планети, као и Даму у радијатору, која му пева док гази минијатурне реплике Хенријевог детета. Након сексуалног односа са Лепом комшиницом, Хенри има још једну визију, у којој види како му сопствена глава отпада, откривајући лице његовог детета. Хенријева глава пада са неба, слеће на улицу и разбија се. Проналази је један дечак и доноси у фабрику оловака где се претвара у гумице за оловке.
Сада будан, Хенри тражи Лепу комшиницу, али је проналази са другим мушкарцем. Схрван, Хенри се враћа у своју собу. Узима маказе и први пут скида детету завоје. Открива се да дете нема кожу; завоји су држали његове унутрашње органе на окупу, и разилазе се након што се пресеку. Дете дахће од бола, а Хенри боде његове органе маказама. Из ране цури густа течност која покрива дете. Струја у просторији се преоптерећује, због чега светла трепере; како трепере дете нараста до огромних размера. Како се светла потпуно гасе, дететову главу замењује планета виђена на почетку филма. Хенри се појављује усред облака струготина гумице. Страна планете се распада, а унутра, Човек на планети се бори са својим полугама, које сада варниче. Хенрија топло грли Дама у радијатору, док се бело светло и бели шум повећавају до крешенда пре него што екран постане црн и нечујан.

## Улоге
| Глумац         | Улога             |
| -------------- | ----------------- |
| Џек Ненс       | Хенри Спенсер     |
| Шарлот Стјуарт | Мери Икс          |
| Ален Џозеф     | господин Икс      |
| Џин Бејтс      | госпођа Икс       |
| Џудит Робертс  | Лепа комшиница    |
| Лорел Нир      | Дама у радијатору |
| Џек Фиск       | Човек на планети  |